# Monmouthshire
 (février 2025).
Si vous disposez d'ouvrages ou d'articles de référence ou si vous connaissez des sites web de qualité traitant du thème abordé ici, merci de compléter l'article en donnant les références utiles à sa vérifiabilité et en les liant à la section « Notes et références ».
Sir Fynwy
Le Monmouthshire (appellation anglaise), ou Sir Fynwy (appellation galloise), est un comté situé dans le sud-est du pays de Galles, à proximité de la frontière avec l’Angleterre. Son centre administratif se situe à proximité de la ville d’Usk.

## Histoire

### Comté historique (1535-1889)
Le comté est créé par le Law in Wales Act 1535 à partir des Marches galloises (Welsh Marches). Son territoire comprend : Monmouth, Chepstow, Mathern, Llanfihangel Rogiet (Rogiet), Magor, Goldcliff, Newport, Wentlooge, Llanwern, Caerleon, Usk, Trellech, Tintern, Skenfrith, Grosmont, White Castle, Raglan, Caldicot, Bishton, Abergavenny, Penrhos, Maesglas, Machen, et Hochuyslade, possessions du prieuré de Llanthony.

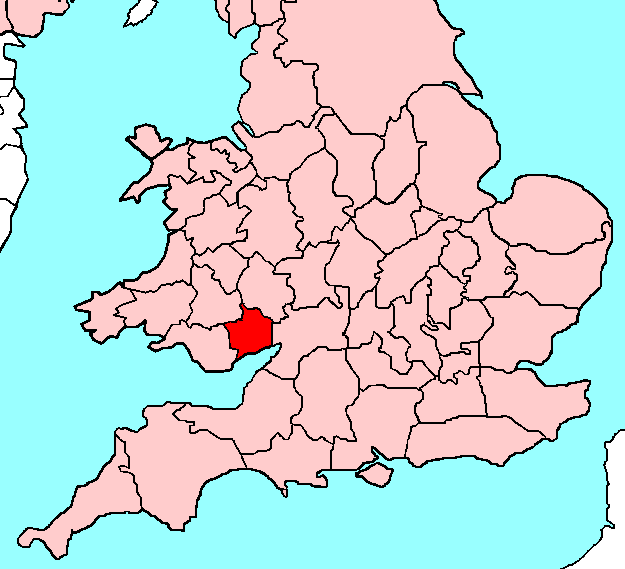
Comté historique de Monmouthshire.

### Comté administratif (1889-1974)
Le 1er avril 1889, date de l'entrée en vigueur du Local Government Act 1888, le Monmouthshire devient un comté administratif (en anglais : administrative county) administré par un conseil (county council). Son territoire comprend le comté historique ainsi que Beaufort, Dukestown, Llechryd et Rassau, au sud du comté historique du Breconshire.

### District de Monmouth (1974-1996)
Le 1er avril 1974, date de l'entrée en vigueur du Local Government Act 1972, le comté administratif du Monmouthshire et le borough de comté de Newport sont abolis et remplacés par le comté de Gwent. Celui-ci ne comprend pas la paroisse (parish) de Saint Mellons ni les districts urbains (urban districts) de Bedwas-Machen et de Rhymney, ni une partie de Bedwellty. Mais il comprend les paroisses de Llanelly et de Brynmawr.
En 1988, une charte royale (royal charter) confère au district de Monmouth le statut de borough (Borough status).

### Zone principale (depuis 1996)
Depuis le 1er avril 1996, date de l'entrée en vigueur du Local Government (Wales) Act 1994, le Monmouthshire est une des vingt-deux zones principales (principal areas) du pays de Galles.
Son territoire comprend :
- les anciens boroughs d'Abergavenny et de Monmouth ;
- les anciens districts urbains (urban districts) de Chepstow et d'Usk ;
- les anciens districts ruraux (rural districts) d'Abergavenny, Chepstow et Monmouth ;
- l'ancien district rural de Pontypool, à l'exception de la communauté (community) de Llanfrechfa Lower ;
- la paroisse (parish) de Llanelly de l'ancien district rural de Crickhowell du Brecknockshire.

## Communautés
Le Monmouthshire comprend les communautés suivantes :
| Nom anglais         | Nom gallois           | Superficie | Population (2011) | Remarques |
| ------------------- | --------------------- | ---------- | ----------------- | --- |
| Abergavenny         | Y Fenni               | 10,33      | 10 078            | Ville. |
| Caerwent            | Caerwent              | 23,42      | 1 791             | |
| Caldicot            | Cil-y-coed            | 4,66       | 9 604             | Ville. |
| Chepstow            | Cas-gwent             | 5,32       | 12 350            | Ville. |
| Crucorney           | Crucornau             | 71,56      | 1 201             | |
| Devauden            | Y Dyfawden            | 37,89      | 1 040             | |
| Gobion Fawr         | Gobion Fawr           | —          | —                 | Créée en 2022. Comprend Llanover. |
| Goetre Fawr         | Goetre Fawr           | 21,83      | 2 393             | |
| Grosmont            | Y Grysmwnt            | 46,69      | 920               | |
| Llanarth            | Llanarth              | 28,86      | 892               | Comprend Gwehelog. |
| Llanbadoc           | Llanbadog Fawr        | 24,57      | 806               | |
| Llanelly            | Llanelli              | 18,25      | 3 899             | |
| Llanfoist Fawr      | Llan-ffwyst Fawr      | 37,56      | 3 315             | |
| Llangybi            | Llangybi              | 26,61      | 890               | Comprend Llanhennock. |
| Llantilio Pertholey | Llandeilo Bertholau   | 19,10      | 3 906             | |
| Llantrisant Fawr    | Llantrisant Fawr      | 22,83      | 475               | Comprend Llangwm. |
| Magor with Undy     | Magwyr gyda Gwndy     | 15,32      | 6 140             | Comprend Magor et Undy (en). |
| Mathern             | Matharn               | 14,45      | 1 056             | |
| Mitchel Troy        | Llanfihangel Troddi   | 44,64      | 1 253             | |
| Monmouth            | Trefynwy              | 27,84      | 10 508            | Ville. |
| Portskewett         | Porthsgiwed           | 7,43       | 2 133             | |
| Raglan              | Rhaglan               | 37,24      | 1 928             | Comprend Tregare (en). |
| Rogiet              | Rhosied               | 8,47       | 1 813             | |
| Shirenewton         | Drenewydd Gelli-farch | 23,06      | 1 145             | |
| Skenfrith           | Skenfrith             | —          | —                 | Créée en 2022. |
| Saint Arvans        | Llanarfan             | 12,47      | 765               | |
| Trellech United     | Tryleg Unedig         | 43,63      | 2 759             | Comprend Catbrook (en), The Narth (en), Penallt (en), Trellech et Whitebrook (en).                                                                                   |
| Usk                 | Brynbuga              | 2,66       | 2 834             | Ville. |
| Whitecastle         | Castell-gwyn          | —          | —                 | Créée en 2022. Comprend Llangattock Vibon Avel, Llantilio Crossenny, Llanvihangel-Ystern-Llewern (en), Newcastle (en), Penrhos (en), Rockfield et St. Maughans (en). |
| Wye Valley          | Dyffryn Gwy           | —          | —                 | Créée en 2022. Comprend Llandogo et Tintern. |